# Campeonato Brasileño de Fútbol Serie C 2025
El Campeonato Brasileño de Serie C 2025 es la 35.ª edición del campeonato de tercera categoría del fútbol brasileño y cuenta con la participación de 20 equipos, incluyendo los cuatro equipos descendidos de la Serie B 2024, los doce clubes que mantuvieron la categoría y los cuatro equipos ascendidos de la Serie D 2024. 
En esta temporada, la Serie C no cuenta con un patrocinador exclusivo, a diferencia de la Serie A (Betano) y de la Serie B (Superbet). El torneo otorga cuatro ascensos a la Serie B 2026. Asimismo, cuatro equipos descenderán a la Serie D 2026.

## Sistema
La competición será disputada por 20 clubes, los 20 clubes se enfrentan en una sola rueda (partido de ida). Los ocho mejores clasificados se clasifican para la fase final y los cuatro últimos descienden a la Serie D 2026. Los diez clubes mejor clasificados en el Ranking CBF de 2024 tuvieron derecho a 10 partidos como local y, en consecuencia, los otros diez clubes dispusieron de 9 partidos de local.

## Participantes

### Ascensos y descensos
| Pos. | Descendidos de la Serie B 2024 |
| ---- | ------------------------------ |
| 17.° | Ponte Preta                    |
| 18.° | Ituano                         |
| 19.° | Brusque                        |
| 20.° | Guarani                        |

| Pos. | Ascendidos de la Serie D 2024 |
| ---- | ----------------------------- |
| 1.°  | Retrô                         |
| 2.°  | Anápolis                      |
| 3.°  | Itabaiana                     |
| 4.°  | Maringá                       |

### Clubes por estado
| N.° | Estados              | Clubes                                     |
| --- | -------------------- | ------------------------------------------ |
| 4   | São Paulo            | Guarani, Ituano, Ponte Preta, São Bernardo |
| 2   | Paraná               | Londrina, Maringá                          |
| 2   | Pernambuco           | Náutico, Retrô                             |
| 2   | Río Grande del Sur   | Caxias, Ypiranga                           |
| 2   | Santa Catarina       | Brusque, Figueirense                       |
| 2   | Sergipe              | Confiança, Itabaiana                       |
| 1   | Alagoas              | CSA                                        |
| 1   | Ceará                | Floresta                                   |
| 1   | Goiás                | Anápolis                                   |
| 1   | Minas Gerais         | Tombense                                   |
| 1   | Paraíba              | Botafogo-PB                                |
| 1   | Río Grande del Norte | ABC                                        |

## Información
| Equipo       | Ciudad                | Entrenador          | Estadio           | Capacidad |
| ------------ | --------------------- | ------------------- | ----------------- | --------- |
| ABC          | Natal                 | Ney Franco          | Frasqueirão       | 18 000    |
| Anápolis     | Anápolis              | Ângelo Luiz         | Jonas Duarte      | 20 000    |
| Botafogo-PB  | João Pessoa           | Antônio Carlos Zago | Almeidão          | 25 700    |
| Brusque      | Brusque               | Filipe Gouveia      | Augusto Bauer     | 5 000     |
| Caxias       | Caxias do Sul         | Luizinho Vieira     | Centenário        | 22 132    |
| Confiança    | Aracaju               | Waguinho Dias       | Batistão          | 15 575    |
| CSA          | Maceió                | Higo Magalhães      | Rei Pelé          | 19 105    |
| Figueirense  | Florianópolis         | Thiago Carvalho     | Orlando Scarpelli | 19 584    |
| Floresta     | Fortaleza             | Marcelo Chamusca    | Presidente Vargas | 20 600    |
| Guarani      | Campinas              | Maurício Souza      | Brinco de Ouro    | 35 000    |
| Itabaiana    | Itabaiana             | Roberto Cavalo      | Etelvino Mendonça | 10 000    |
| Ituano       | Itu                   | Vinicius Munhoz     | Novelli Júnior    | 18 560    |
| Londrina     | Londrina              | Claudinei Oliveira  | Café              | 36 056    |
| Maringá      | Maringá               | Jorge Castilho      | Willie Davids     | 16 226    |
| Náutico      | Recife                | Marquinhos Santos   | Aflitos           | 22 856    |
| Ponte Preta  | Campinas              | Alberto Valentim    | Moisés Lucarelli  | 17 228    |
| Retrô        | Camaragibe            | Evaristo Piza       | Arena Pernambuco  | 45 440    |
| São Bernardo | São Bernardo do Campo | Ricardo Catalá      | Primeiro de Maio  | 15 159    |
| Tombense     | Tombos                | Raul Cabral         | Almeidão          | 6 555     |
| Ypiranga     | Erechim               | Matheus Costa       | Colosso da Lagoa  | 22 000    |

## Primera fase

### Clasificación
| Pos. | Equipo       | Pts. | PJ | G  | E  | P  | GF | GC | Dif. | Clasificación                |
| ---- | ------------ | ---- | -- | -- | -- | -- | -- | -- | ---- | ---------------------------- |
| 1    | Caxias       | 37   | 17 | 12 | 1  | 4  | 26 | 17 | +9   | Clasifican a la Segunda fase |
| 2    | Náutico      | 32   | 17 | 9  | 5  | 3  | 21 | 6  | +15  | Clasifican a la Segunda fase |
| 3    | Ponte Preta  | 30   | 17 | 9  | 3  | 5  | 17 | 15 | +2   | Clasifican a la Segunda fase |
| 4    | Londrina     | 29   | 17 | 8  | 5  | 4  | 26 | 17 | +9   | Clasifican a la Segunda fase |
| 5    | São Bernardo | 29   | 17 | 8  | 5  | 4  | 18 | 12 | +6   | Clasifican a la Segunda fase |
| 6    | Floresta     | 24   | 17 | 6  | 6  | 5  | 13 | 14 | −1   | Clasifican a la Segunda fase |
| 7    | Confiança    | 23   | 17 | 6  | 5  | 6  | 20 | 21 | −1   | Clasifican a la Segunda fase |
| 8    | Guarani      | 23   | 17 | 6  | 5  | 6  | 17 | 18 | −1   | Clasifican a la Segunda fase |
| 9    | Brusque      | 22   | 17 | 6  | 4  | 7  | 17 | 17 | 0    |                              |
| 10   | Ypiranga     | 22   | 17 | 6  | 4  | 7  | 15 | 19 | −4   |                              |
| 11   | CSA          | 22   | 17 | 5  | 7  | 5  | 20 | 19 | +1   |                              |
| 12   | Ituano       | 21   | 17 | 5  | 6  | 6  | 17 | 20 | −3   |                              |
| 13   | Maringá      | 21   | 17 | 4  | 9  | 4  | 21 | 22 | −1   |                              |
| 14   | Botafogo-PB  | 20   | 17 | 5  | 5  | 7  | 21 | 19 | +2   |                              |
| 15   | Figueirense  | 20   | 17 | 4  | 8  | 5  | 20 | 17 | +3   |                              |
| 16   | Anápolis     | 19   | 17 | 4  | 7  | 6  | 13 | 18 | −5   |                              |
| 17   | Itabaiana    | 18   | 17 | 5  | 3  | 9  | 13 | 18 | −5   | Descienden a la Serie D 2026 |
| 18   | ABC          | 17   | 17 | 2  | 11 | 4  | 19 | 23 | −4   | Descienden a la Serie D 2026 |
| 19   | Retrô        | 13   | 17 | 3  | 4  | 10 | 6  | 20 | −14  | Descienden a la Serie D 2026 |
| 20   | Tombense     | 13   | 17 | 2  | 7  | 8  | 12 | 20 | −8   | Descienden a la Serie D 2026 |

Actualizado a los partidos jugados el 18 de agosto de 2025.
 Fuente: CBF
Criterios de clasificación: Puntos · Victorias · Diferencia de goles · Goles a favor · Enfrentamientos directos (solo entre dos equipos) · Menor cantidad en tarjetas rojas · Menor cantidad en tarjetas amarillas · Sorteo

### Evolución de las posiciones
| Pos. | Equipo / Jornada | 1    | 2    | 3    | 4    | 5    | 6    | 7    | 8    | 9    | 10   | 11   | 12   | 13   | 14   | 15   | 16   | 17   | 18  | 19 |
| ---- | ---------------- | ---- | ---- | ---- | ---- | ---- | ---- | ---- | ---- | ---- | ---- | ---- | ---- | ---- | ---- | ---- | ---- | ---- | --- | -- |
| 1.°  | Caxias           | 4.°  | 9.°  | 6.°  | 4.°  | 2.°  | 2.°  | 4.°  | 2.°  | 1.°  | 1.°  | 1.°  | 1.°  | 1.°  | 1.°  | 1.°  | 1.°  | 1.°  | 1.° |    |
| 2.°  | Náutico          | 16.° | 15.° | 18.° | 18.° | 14.° | 10.° | 13.° | 12.° | 9.°  | 6.°  | 5.°  | 8.°  | 6.°  | 4.°  | 3.°  | 2.°  | 2.°  |     |    |
| 3.°  | Ponte Preta      | 8.°  | 4.°  | 4.°  | 2.°  | 1.°  | 1.°  | 1.°  | 1.°  | 2.°  | 2.°  | 2.°  | 2.°  | 2.°  | 2.°  | 2.°  | 4.°  | 3.°  |     |    |
| 4.°  | Londrina         | 2.°  | 1.°  | 1.°  | 5.°  | 5.°  | 3.°  | 3.°  | 5.°  | 4.°  | 4.°  | 4.°  | 4.°  | 3.°  | 3.°  | 4.°  | 5.°  | 4.°  |     |    |
| 5.°  | São Bernardo     | 15.° | 18.° | 9.°  | 10.° | 6.°  | 6.°  | 7.°  | 10.° | 10.° | 7.°  | 8.°  | 5.°  | 4.°  | 5.°  | 5.°  | 3.°  | 5.°  |     |    |
| 6.°  | Floresta         | 17.° | 20.° | 19.° | 13.° | 10.° | 11.° | 12.° | 9.°  | 11.° | 9.°  | 9.°  | 6.°  | 7.°  | 8.°  | 9.°  | 6.°  | 6.°  |     |    |
| 7.°  | Confiança        | 20.° | 11.° | 14.° | 16.° | 18.° | 20.° | 20.° | 19.° | 19.° | 18.° | 19.° | 18.° | 16.° | 18.° | 11.° | 10.° | 7.°  |     |    |
| 8.°  | Guarani          | 18.° | 19.° | 20.° | 15.° | 17.° | 18.° | 18.° | 16.° | 12.° | 10.° | 10.° | 11.° | 12.° | 12.° | 12.° | 11.° | 8.°  |     |    |
| 9.°  | Brusque          | 14.° | 7.°  | 5.°  | 6.°  | 9.°  | 4.°  | 2.°  | 3.°  | 6.°  | 8.°  | 11.° | 7.°  | 8.°  | 6.°  | 6.°  | 7.°  | 9.°  |     |    |
| 10.° | Ypiranga         | 19.° | 10.° | 13.° | 8.°  | 11.° | 13.° | 8.°  | 4.°  | 3.°  | 3.°  | 3.°  | 3.°  | 5.°  | 7.°  | 7.°  | 8.°  | 10.° |     |    |
| 11.° | CSA              | 12.° | 12.° | 8.°  | 11.° | 8.°  | 9.°  | 9.°  | 6.°  | 5.°  | 5.°  | 6.°  | 9.°  | 9.°  | 9.°  | 8.°  | 9.°  | 11.° |     |    |
| 12.° | Ituano           | 9.°  | 5.°  | 2.°  | 1.°  | 3.°  | 7.°  | 6.°  | 8.°  | 8.°  | 12.° | 7.°  | 10.° | 10.° | 10.° | 10.° | 12.° | 12.° |     |    |
| 13.° | Maringá          | 3.°  | 2.°  | 3.°  | 3.°  | 4.°  | 5.°  | 5.°  | 7.°  | 7.°  | 11.° | 12.° | 13.° | 14.° | 13.° | 13.° | 16.° | 13.° |     |    |
| 14.° | Botafogo-PB      | 1.°  | 3.°  | 7.°  | 9.°  | 13.° | 15.° | 10.° | 13.° | 15.° | 17.° | 17.° | 15.° | 11.° | 11.° | 15.° | 13.° | 14.° |     |    |
| 15.° | Figueirense      | 11.° | 14.° | 17.° | 20.° | 20.° | 16.° | 17.° | 14.° | 16.° | 15.° | 13.° | 12.° | 13.° | 16.° | 16.° | 17.° | 15.° |     |    |
| 16.° | Anápolis         | 7.°  | 16.° | 16.° | 19.° | 19.° | 19.° | 19.° | 20.° | 20.° | 20.° | 18.° | 19.° | 17.° | 14.° | 17.° | 14.° | 16.° |     |    |
| 17.° | Itabaiana        | 5.°  | 8.°  | 12.° | 14.° | 16.° | 17.° | 16.° | 17.° | 18.° | 14.° | 16.° | 16.° | 19.° | 17.° | 18.° | 15.° | 17.° |     |    |
| 18.° | ABC              | 6.°  | 13.° | 15.° | 17.° | 12.° | 14.° | 14.° | 15.° | 14.° | 16.° | 15.° | 14.° | 15.° | 15.° | 14.° | 18.° | 18.° |     |    |
| 19.° | Retrô            | 10.° | 17.° | 10.° | 12.° | 15.° | 12.° | 15.° | 18.° | 17.° | 19.° | 20.° | 20.° | 18.° | 19.° | 19.° | 19.° | 19.° |     |    |
| 20.° | Tombense         | 13.° | 6.°  | 11.° | 7.°  | 7.°  | 8.°  | 11.° | 11.° | 13.° | 13.° | 14.° | 17.° | 20.° | 20.° | 20.° | 20.° | 20.° |     |    |

### Resultados
| Ituano       | 0 - 0 | Brusque     | 12 de abril | 16:00 |
| Figueirense  | 1 - 1 | Ponte Preta | 12 de abril | 16:00 |
| CSA          | 1 - 1 | Anápolis    | 12 de abril | 16:00 |
| Botafogo-PB  | 3 - 0 | Confiança   | 12 de abril | 16:00 |
| Retrô        | 0 - 0 | Tombense    | 13 de abril | 16:00 |
| Itabaiana    | 2 - 1 | Náutico     | 13 de abril | 16:00 |
| Guarani      | 2 - 3 | Maringá     | 13 de abril | 16:00 |
| São Bernardo | 1 - 1 | ABC         | 13 de abril | 16:00 |
| Caxias       | 1 - 0 | Floresta    | 13 de abril | 16:00 |
| Londrina     | 3 - 1 | Ypiranga    | 14 de abril | 20:00 |

| Náutico     | 0 - 0 | Botafogo-PB  | 19 de abril | 17:00 |
| Ponte Petra | 1 - 0 | Retrô        | 19 de abril | 17:00 |
| Anápolis    | 0 - 1 | Ituano       | 19 de abril | 19:30 |
| Ypiranga    | 3 - 2 | Itabaiana    | 19 de abril | 19:30 |
| Confiança   | 2 - 1 | Caxias       | 20 de abril | 16:30 |
| Floresta    | 0 - 2 | Londrina     | 20 de abril | 16:30 |
| Brusque     | 1 - 0 | Guarani      | 20 de abril | 19:00 |
| Maringá     | 1 - 0 | São Bernardo | 20 de abril | 19:00 |
| Tombense    | 3 - 2 | Figueirense  | 21 de abril | 19:30 |
| ABC         | 1 - 1 | CSA          | 21 de abril | 19:30 |

| Confiança   | 1 - 2 | Ponte Petra  | 26 de abril | 17:00 |
| Londrina    | 1 - 1 | Maringá      | 26 de abril | 17:00 |
| CSA         | 2 - 1 | Náutico      | 26 de abril | 19:30 |
| Retrô       | 2 - 1 | Figueirense  | 26 de abril | 19:30 |
| Itabaiana   | 0 - 1 | São Bernardo | 27 de abril | 16:30 |
| Ituano      | 3 - 1 | Tombense     | 27 de abril | 16:30 |
| Botafogo-PB | 0 - 0 | ABC          | 27 de abril | 19:00 |
| Brusque     | 1 - 0 | Ypiranga     | 27 de abril | 19:00 |
| Anápolis    | 0 - 0 | Floresta     | 28 de abril | 19:30 |
| Caxias      | 2 - 0 | Guarani      | 28 de abril | 19:30 |

| Maringá      | 3 - 2 | Confiança   | 3 de mayo | 17:00 |
| ABC          | 2 - 3 | Ituano      | 3 de mayo | 17:00 |
| Ponte Petra  | 2 - 0 | Anápolis    | 3 de mayo | 19:30 |
| Tombense     | 2 - 0 | Itabaiana   | 3 de mayo | 19:30 |
| Ypiranga     | 1 - 0 | CSA         | 4 de mayo | 16:30 |
| Floresta     | 1 - 0 | Retrô       | 4 de mayo | 16:30 |
| Náutico      | 0 - 0 | Brusque     | 4 de mayo | 19:00 |
| Guarani      | 2 - 1 | Botafogo-PB | 4 de mayo | 19:00 |
| São Bernardo | 0 - 0 | Londrina    | 5 de mayo | 19:30 |
| Figueirense  | 2 - 3 | Caxias      | 5 de mayo | 19:30 |

| Náutico     | 2 - 0 | Confiança    | 10 de mayo | 17:00 |
| Guarani     | 0 - 1 | São Bernardo | 10 de mayo | 17:00 |
| Anápolis    | 0 - 0 | Ypiranga     | 10 de mayo | 19:30 |
| Brusque     | 0 - 1 | ABC          | 10 de mayo | 19:30 |
| Caxias      | 2 - 1 | Retrô        | 11 de mayo | 16:30 |
| Botafogo-PB | 2 - 3 | Floresta     | 11 de mayo | 16:30 |
| Londrina    | 1 - 1 | Tombense     | 11 de mayo | 19:00 |
| CSA         | 3 - 2 | Maringá      | 11 de mayo | 19:00 |
| Itabaiana   | 1 - 1 | Figueirense  | 12 de mayo | 19:30 |
| Ituano      | 0 - 1 | Ponte Petra  | 12 de mayo | 19:30 |

| Tombense     | 0 - 0 | CSA         | 17 de mayo | 17:00 |
| Floresta     | 0 - 0 | Guarani     | 17 de mayo | 17:00 |
| Ponte Petra  | 1 - 4 | Brusque     | 17 de mayo | 19:30 |
| Ypiranga     | 0 - 4 | Náutico     | 17 de mayo | 19:30 |
| São Bernardo | 1 - 0 | Caxias      | 18 de mayo | 16:30 |
| Maringá      | 1 - 1 | Botafogo-PB | 18 de mayo | 16:30 |
| Retrô        | 1 - 0 | Itabaiana   | 18 de mayo | 19:00 |
| Figueirense  | 2 - 0 | Ituano      | 18 de mayo | 19:00 |
| Confiança    | 0 - 2 | Londrina    | 19 de mayo | 19:30 |
| ABC          | 3 - 3 | Anápolis    | 19 de mayo | 19:30 |

| Náutico     | 0 - 1 | Ponte Petra  | 24 de mayo | 17:00 |
| CSA         | 0 - 0 | Confiança    | 24 de mayo | 17:00 |
| Itabaiana   | 2 - 1 | Caxias       | 24 de mayo | 19:30 |
| Londrina    | 1 - 1 | ABC          | 24 de mayo | 19:30 |
| Botafogo-PB | 1 - 0 | Retrô        | 25 de mayo | 15:00 |
| Ituano      | 0 - 0 | Floresta     | 25 de mayo | 16:30 |
| Ypiranga    | 1 - 0 | Tombense     | 25 de mayo | 16:30 |
| Anápolis    | 1 - 1 | Maringá      | 25 de mayo | 19:00 |
| Guarani     | 0 - 0 | Figueirense  | 26 de mayo | 19:30 |
| Brusque     | 1 - 0 | São Bernardo | 26 de mayo | 19:30 |

| Retrô        | 0 - 2 | Guarani     | 31 de mayo | 17:00 |
| ABC          | 0 - 0 | Náutico     | 31 de mayo | 17:00 |
| Caxias       | 4 - 2 | Londrina    | 31 de mayo | 19:30 |
| Floresta     | 1 - 0 | Itabaiana   | 31 de mayo | 19:30 |
| Tombense     | 1 - 1 | Anápolis    | 1 de junio | 16:30 |
| Confiança    | 4 - 1 | Brusque     | 1 de junio | 16:30 |
| Maringá      | 1 - 1 | Ituano      | 1 de junio | 19:00 |
| Figueirense  | 1 - 0 | Botafogo-PB | 1 de junio | 19:00 |
| Ponte Petra  | 0 - 1 | Ypiranga    | 2 de junio | 19:30 |
| São Bernardo | 1 - 3 | CSA         | 2 de junio | 19:30 |

| Ponte Petra | 0 - 0 | ABC          | 14 de junio | 17:00 |
| Ituano      | 1 - 1 | São Bernardo | 14 de junio | 17:00 |
| Anápolis    | 0 - 0 | Retrô        | 14 de junio | 19:30 |
| Botafogo-PB | 1 - 2 | Caxias       | 14 de junio | 19:30 |
| Londrina    | 2 - 1 | Figueirense  | 15 de junio | 16:30 |
| Brusque     | 0 - 0 | Tombense     | 15 de junio | 16:30 |
| Guarani     | 2 - 1 | Itabaiana    | 15 de junio | 19:00 |
| Ypiranga    | 1 - 0 | Confiança    | 15 de junio | 19:00 |
| Náutico     | 2 - 1 | Maringá      | 16 de junio | 19:30 |
| CSA         | 2 - 0 | Floresta     | 16 de junio | 19:30 |

| Retrô        | 0 - 4 | Londrina    | 28 de junio | 17:00 |
| Guarani      | 1 - 0 | CSA         | 28 de junio | 17:00 |
| São Bernardo | 3 - 0 | Anápolis    | 28 de junio | 19:30 |
| Maringá      | 0 - 1 | Ponte Petra | 28 de junio | 19:30 |
| Figueirense  | 1 - 1 | Confiança   | 29 de junio | 16:30 |
| ABC          | 0 - 3 | Ypiranga    | 29 de junio | 16:30 |
| Tombense     | 0 - 2 | Náutico     | 29 de junio | 19:00 |
| Caxias       | 2 - 1 | Ituano      | 29 de junio | 19:00 |
| Floresta     | 2 - 1 | Brusque     | 30 de junio | 16:00 |
| Itabaiana    | 1 - 0 | Botafogo-PB | 30 de junio | 19:30 |

| Náutico     | 0 - 0 | Floresta     | 5 de julio | 17:00 |
| Ituano      | 2 - 0 | Retrô        | 5 de julio | 17:00 |
| Confiança   | 1 - 1 | ABC          | 5 de julio | 19:30 |
| CSA         | 2 - 3 | Caxias       | 5 de julio | 19:30 |
| Anápolis    | 1 - 0 | Itabaiana    | 6 de julio | 16:30 |
| Londrina    | 1 - 1 | Guarani      | 6 de julio | 16:30 |
| Ypiranga    | 0 - 0 | Maringá      | 6 de julio | 19:00 |
| Brusque     | 0 - 2 | Figueirense  | 6 de julio | 19:00 |
| Ponte Petra | 1 - 0 | Tombense     | 7 de julio | 19:30 |
| Botafogo-PB | 1 - 1 | São Bernardo | 7 de julio | 19:30 |

| Itabaiana    | 0 - 0 | Confiança   | 12 de julio | 17:00 |
| São Bernardo | 2 - 0 | Ponte Petra | 12 de julio | 17:00 |
| Tombense     | 1 - 2 | ABC         | 12 de julio | 19:30 |
| Floresta     | 2 - 1 | Ypiranga    | 12 de julio | 19:30 |
| Guarani      | 0 - 0 | Ituano      | 13 de julio | 16:30 |
| Botafogo-PB  | 2 - 0 | Londrina    | 13 de julio | 16:30 |
| Caxias       | 1 - 0 | Anápolis    | 13 de julio | 19:00 |
| Figueirense  | 0 - 0 | Náutico     | 13 de julio | 19:00 |
| Retrô        | 0 - 0 | CSA         | 14 de julio | 19:30 |
| Maringá      | 0 - 2 | Brusque     | 14 de julio | 19:30 |

| Ituano      | 0 - 3 | Botafogo-PB  | 19 de julio | 17:00 |
| ABC         | 3 - 3 | Maringá      | 19 de julio | 17:00 |
| Ponte Petra | 2 - 1 | Floresta     | 19 de julio | 19:30 |
| Londrina    | 2 - 0 | Itabaiana    | 19 de julio | 19:30 |
| Confiança   | 3 - 2 | Tombense     | 20 de julio | 16:30 |
| CSA         | 1 - 1 | Figueirense  | 20 de julio | 16:30 |
| Ypiranga    | 0 - 2 | São Bernardo | 20 de julio | 19:00 |
| Brusque     | 1 - 2 | Retrô        | 20 de julio | 19:00 |
| Náutico     | 2 - 0 | Caxias       | 21 de julio | 19:30 |
| Anápolis    | 2 - 0 | Guarani      | 21 de julio | 19:30 |

| Guarani      | 0 - 1 | Náutico     | 26 de julio | 17:00 |
| Floresta     | 1 - 1 | ABC         | 26 de julio | 17:00 |
| Retrô        | 0 - 0 | Ypiranga    | 26 de julio | 19:30 |
| Londrina     | 3 - 1 | CSA         | 26 de julio | 19:30 |
| Itabaiana    | 3 - 1 | Ituano      | 27 de julio | 16:30 |
| Figueirense  | 1 - 2 | Anápolis    | 27 de julio | 16:30 |
| Caxias       | 2 - 1 | Ponte Petra | 27 de julio | 16:30 |
| São Bernardo | 1 - 1 | Confiança   | 27 de julio | 19:00 |
| Tombense     | 1 - 1 | Maringá     | 28 de julio | 19:30 |
| Botafogo-PB  | 1 - 3 | Brusque     | 28 de julio | 19:30 |

| Ponte Petra  | 1 - 1 | Guarani     | 2 de agosto | 17:00 |
| CSA          | 2 - 1 | Botafogo-PB | 2 de agosto | 17:00 |
| ABC          | 0 - 0 | Figueirense | 2 de agosto | 19:30 |
| São Bernardo | 2 - 0 | Tombense    | 3 de agosto | 16:30 |
| Maringá      | 1 - 1 | Floresta    | 3 de agosto | 16:30 |
| Náutico      | 3 - 0 | Retrô       | 3 de agosto | 19:00 |
| Ypiranga     | 0 - 1 | Caxias      | 3 de agosto | 19:00 |
| Brusque      | 0 - 0 | Itabaiana   | 4 de agosto | 16:00 |
| Confiança    | 2 - 0 | Anápolis    | 4 de agosto | 19:30 |
| Ituano       | 1 - 0 | Londrina    | 4 de agosto | 19:30 |

| Caxias      | 1 - 0 | ABC          | 9 de agosto  | 17:00 |
| Botafogo-PB | 2 - 1 | Ponte Petra  | 9 de agosto  | 17:00 |
| Guarani     | 2 - 1 | Ypiranga     | 9 de agosto  | 19:30 |
| Ituano      | 1 - 2 | Confiança    | 9 de agosto  | 19:30 |
| Londrina    | 0 - 2 | Náutico      | 10 de agosto | 11:00 |
| Anápolis    | 2 - 1 | Brusque      | 10 de agosto | 16:30 |
| Floresta    | 1 - 0 | Tombense     | 10 de agosto | 16:30 |
| Retrô       | 0 - 1 | São Bernardo | 10 de agosto | 19:00 |
| Itabaiana   | 1 - 0 | CSA          | 11 de agosto | 19:30 |
| Figueirense | 1 - 1 | Maringá      | 11 de agosto | 19:30 |

| Ponte Petra  | 1 - 0 | Itabaiana   | 16 de agosto | 17:00 |
| Maringá      | 1 - 0 | Retrô       | 16 de agosto | 17:00 |
| CSA          | 2 - 2 | Ituano      | 16 de agosto | 19:30 |
| ABC          | 3 - 4 | Guarani     | 16 de agosto | 19:30 |
| São Bernardo | 0 - 3 | Figueirense | 17 de agosto | 16:30 |
| Brusque      | 1 - 2 | Londrina    | 17 de agosto | 16:30 |
| Náutico      | 1 - 0 | Anápolis    | 17 de agosto | 19:00 |
| Confiança    | 1 - 0 | Floresta    | 17 de agosto | 19:00 |
| Tombense     | 0 - 0 | Caxias      | 18 de agosto | 19:30 |
| Ypiranga     | 2 - 2 | Botafogo-PB | 18 de agosto | 19:30 |

| Ituano       |  | Ypiranga    | 23 de agosto | 17:00 |
| São Bernardo |  | Náutico     | 23 de agosto | 17:00 |
| Caxias       |  | Brusque     | 23 de agosto | 17:00 |
| Figueirense  |  | Floresta    | 23 de agosto | 19:30 |
| Londrina     |  | Anápolis    | 24 de agosto | 16:30 |
| Itabaiana    |  | Maringá     | 24 de agosto | 16:30 |
| Retrô        |  | ABC         | 24 de agosto | 19:00 |
| Botafogo-PB  |  | Tombense    | 24 de agosto | 19:00 |
| CSA          |  | Ponte Petra | 25 de agosto | 19:30 |
| Guarani      |  | Confiança   | 25 de agosto | 19:30 |

| Náutico     |  | Ituano       | 30 de agosto | 17:00 |
| Ponte Petra |  | Londrina     | 30 de agosto | 17:00 |
| Confiança   |  | Retrô        | 30 de agosto | 17:00 |
| Tombense    |  | Guarani      | 30 de agosto | 17:00 |
| Anápolis    |  | Botafogo-PB  | 30 de agosto | 17:00 |
| Maringá     |  | Caxias       | 30 de agosto | 17:00 |
| Ypiranga    |  | Figueirense  | 30 de agosto | 17:00 |
| Brusque     |  | CSA          | 30 de agosto | 17:00 |
| Floresta    |  | São Bernardo | 30 de agosto | 17:00 |
| ABC         |  | Itabaiana    | 30 de agosto | 17:00 |

## Segunda fase

### Grupo A

#### Posiciones
| Pos. | Equipo           | Pts. | PJ | G | E | P | GF | GC | Dif. | Clasificación                                     |
| ---- | ---------------- | ---- | -- | - | - | - | -- | -- | ---- | ------------------------------------------------- |
| 1    | 1.° Primera fase | 0    | 0  | 0 | 0 | 0 | 0  | 0  | 0    | Clasifica a la Final y asciende a la Serie B 2026 |
| 2    | 4.° Primera fase | 0    | 0  | 0 | 0 | 0 | 0  | 0  | 0    | Asciende a la Serie B 2026                        |
| 3    | 5.° Primera fase | 0    | 0  | 0 | 0 | 0 | 0  | 0  | 0    |                                                   |
| 4    | 8.° Primera fase | 0    | 0  | 0 | 0 | 0 | 0  | 0  | 0    |                                                   |

Actualizado a los partidos jugados el 9 de agosto de 2025.
 Fuente: CBF

#### Resultados
| 8.° Primera fase |  | 1.° Primera fase | 6-7 de setiembre |  |
| 5.° Primera fase |  | 4.° Primera fase | 6-7 de setiembre |  |

| 1.° Primera fase |  | 5.° Primera fase | 13-14 de setiembre |  |
| 4.° Primera fase |  | 8.° Primera fase | 13-14 de setiembre |  |

| 4.° Primera fase |  | 1.° Primera fase | 20-21 de setiembre |  |
| 8.° Primera fase |  | 5.° Primera fase | 20-21 de setiembre |  |

| 1.° Primera fase |  | 4.° Primera fase | 27-28 de setiembre |  |
| 5.° Primera fase |  | 8.° Primera fase | 27-28 de setiembre |  |

| 5.° Primera fase |  | 1.° Primera fase | 4-5 de octubre |  |
| 8.° Primera fase |  | 4.° Primera fase | 4-5 de octubre |  |

| 1.° Primera fase |  | 8.° Primera fase | 11-12 de octubre |  |
| 4.° Primera fase |  | 5.° Primera fase | 11-12 de octubre |  |

### Grupo B

#### Posiciones
| Pos. | Equipo           | Pts. | PJ | G | E | P | GF | GC | Dif. | Clasificación                                     |
| ---- | ---------------- | ---- | -- | - | - | - | -- | -- | ---- | ------------------------------------------------- |
| 1    | 2.° Primera fase | 0    | 0  | 0 | 0 | 0 | 0  | 0  | 0    | Clasifica a la Final y asciende a la Serie B 2026 |
| 2    | 3.° Primera fase | 0    | 0  | 0 | 0 | 0 | 0  | 0  | 0    | Asciende a la Serie B 2026                        |
| 3    | 6.° Primera fase | 0    | 0  | 0 | 0 | 0 | 0  | 0  | 0    |                                                   |
| 4    | 7.° Primera fase | 0    | 0  | 0 | 0 | 0 | 0  | 0  | 0    |                                                   |

Actualizado a los partidos jugados el 9 de agosto de 2025.
 Fuente: CBF

#### Resultados
| 7.° Primera fase |  | 2.° Primera fase | 6-7 de setiembre |  |
| 6.° Primera fase |  | 3.° Primera fase | 6-7 de setiembre |  |

| 2.° Primera fase |  | 6.° Primera fase | 13-14 de setiembre |  |
| 3.° Primera fase |  | 7.° Primera fase | 13-14 de setiembre |  |

| 3.° Primera fase |  | 2.° Primera fase | 20-21 de setiembre |  |
| 7.° Primera fase |  | 6.° Primera fase | 20-21 de setiembre |  |

| 2.° Primera fase |  | 3.° Primera fase | 27-28 de setiembre |  |
| 6.° Primera fase |  | 7.° Primera fase | 27-28 de setiembre |  |

| 6.° Primera fase |  | 2.° Primera fase | 4-5 de octubre |  |
| 7.° Primera fase |  | 3.° Primera fase | 4-5 de octubre |  |

| 2.° Primera fase |  | 7.° Primera fase | 11-12 de octubre |  |
| 3.° Primera fase |  | 6.° Primera fase | 11-12 de octubre |  |

## Final
| Local                     | Resultado | Visitante                 | Fecha         | Hora |
| ------------------------- | --------- | ------------------------- | ------------- | ---- |
| 1.° Grupo A o 1.° Grupo B |           | 1.° Grupo B o 1.° Grupo A | 19 de octubre |      |
| 1.° Grupo B o 1.° Grupo A |           | 1.° Grupo A o 1.° Grupo B | 26 de octubre |      |